# Léo Meyer
Pour les articles homonymes, voir Meyer.
Léo Meyer est un joueur français de volley-ball, né le 25 janvier 1997 en Alsace. Il mesure 1,97 m et joue passeur.

## Biographie
Formé au Centre national de volley-ball (2014-2016), il a évolué au Strasbourg Volley-Ball (2016-2017), au Rennes Volley 35 (2017-2018) et au Nantes-Rezé Métropole Volley (2018-2021). Il est désormais au Chênois Genève (2021-).
Il fait partie des jeunes joueurs de l'équipe de France, avec laquelle il a participé notamment à la Ligue des nations masculine de volley-ball 2021.
Son frère, Maxime Meyer, et sa sœur, Lou Meyer, font également du volley-ball. Ses parents résident à Ammerschwihr.
Parmi ses passe-temps, il est collectionneur de canettes.

## Palmarès

### Équipe de France
- Ligue des nations de volley-ball : 
  -  Troisième : 2021